# Sebastian Walukiewicz
Sebastian Walukiewicz, né le 5 avril 2000 à Gorzów Wielkopolski en Pologne, est un footballeur international polonais qui évolue au poste de défenseur central à l'US Sassuolo, en prêt du Torino FC.

## Biographie

### Carrière en club

#### Pogoń Szczecin
Né à Gorzów Wielkopolski en Pologne, Sebastian Walukiewicz commence le football au MKP Gorzów Wielkopolski. Il est ensuite formé au Legia Varsovie qu'il rejoint à l'âge de 13 ans. Sebastian Walukiewicz continue sa progression au Pogoń Szczecin, où il termine sa formation. Le 7 avril 2018, à tout juste 18 ans, il prend part à son premier match en professionnel, lors d'une défaite de son équipe contre son ancien club, le Legia Varsovie (3-0).

#### Cagliari
Le 8 janvier 2019, il s'engage avec le club italien du Cagliari Calcio, pour trois ans et demi, mais se voit laissé au Pogoń Szczecin jusqu'à la fin de la saison. Il rejoint donc officiellement le club à l'été 2019.

#### Empoli FC
Le 1er septembre 2022, Sebastian Walukiewicz est prêté à l'Empoli FC pour une saison, avec obligation d'achat sous certaines conditions.
Il joue son premier match pour Empoli le 9 octobre 2022, lors d'une rencontre de Serie A face au Torino FC. Il entre en jeu à la place de Nedim Bajrami et les deux équipes se neutralisent (1-1 score final).

#### Torino FC
Le 30 août 2024, Sebastian Walukiewicz signe en faveur du Torino FC pour un contrat de trois ans, soit jusqu'en juin 2027, avec une année supplémentaire en option.

### En sélection
Sebastian Walukiewicz est sélectionné avec l'équipe de Pologne des moins de 20 ans pour disputer la Coupe du monde des moins de 20 ans 2019 organisée dans son pays natal. Lors de cette compétition, il participe à trois matchs en tant que titulaire, qui voit la Pologne s'incliner en huitièmes de finale par l'Italie.
En août 2020, Sebastian Walukiewicz est convoqué pour la première fois avec l'équipe nationale de Pologne par le sélectionneur Jerzy Brzęczek pour les matchs de Ligue des nations prévus en septembre. Mais Walukiewicz reste sur le banc sans entrer en jeu. C'est lors du rassemblement suivant qu'il honore sa première sélection, lors d'un match amical face à la Finlande, le 7 octobre 2020. Il est titularisé puis remplacé par Paweł Bochniewicz lors de cette rencontre remportée par les Polonais par cinq buts à un.
Le 8 juin 2024, il figure dans la liste des 26 joueurs polonais retenus par Michał Probierz pour participer à l'Euro 2024. 

## Statistiques
| Saison                | Club                  | Championnat           | Championnat | Championnat | Coupe(s) nationale(s) | Coupe(s) nationale(s) | Compétition(s) continentale(s) | Compétition(s) continentale(s) | Compétition(s) continentale(s) | Total | Total |
| Saison                | Club                  | Division              | M.          | B.          | M.                    | B.                    | Comp.                          | M.                             | B.                             | M.    | B.    |
| 2017-2018             | Pogoń Szczecin        | Ekstraklasa           | 3           | 0           | -                     | -                     | -                              | -                              | -                              | 3     | 0     |
| 2018-2019             | Pogoń Szczecin        | Ekstraklasa           | 29          | 1           | -                     | -                     | -                              | -                              | -                              | 29    | 1     |
| Sous-total            | Sous-total            | Sous-total            | 32          | 1           | -                     | -                     | -                              | -                              | -                              | 32    | 1     |
| 2019-2020             | Cagliari Calcio       | Serie A               | 14          | 0           | 2                     | 0                     | -                              | -                              | -                              | 16    | 0     |
| 2020-2021             | Cagliari Calcio       | Serie A               | 19          | 0           | 2                     | 0                     | -                              | -                              | -                              | 21    | 0     |
| Sous-total            | Sous-total            | Sous-total            | 33          | 0           | 4                     | 0                     | -                              | -                              | -                              | 37    | 0     |
| Total sur la carrière | Total sur la carrière | Total sur la carrière | 65          | 1           | 4                     | 0                     | -                              | -                              | -                              | 69    | 1     |